# Ralé Rašić
Zvonimir Rašić – detto Ralé – (Ljubuški, 26 dicembre 1935 – Sydney, 8 giugno 2023) è stato un allenatore di calcio e calciatore jugoslavo naturalizzato australiano, di ruolo difensore.